# Cónclave de 1303
El cónclave del 21 y 22 de octubre de 1303 fue llevado a cabo para elegir al sucesor del Papa Bonifacio VIII, y que eligió al cardenal Nicola Boccasini como Benedicto XI.

## La muerte de Bonifacio VIII

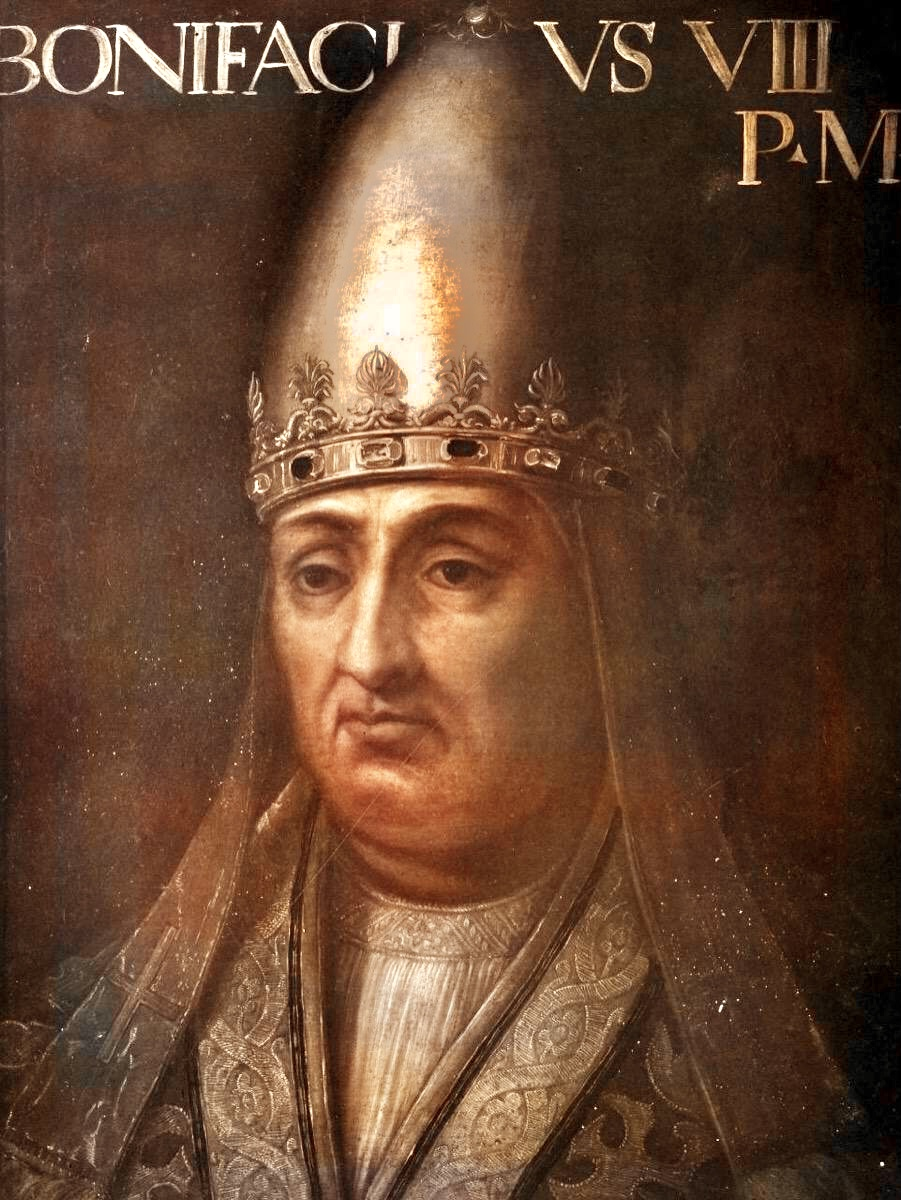
Bonifacio VIII

Bonifacio VIII, durante su pontificado, predicó la superioridad de lo espiritual sobre la autoridad secular, que era una expresión de la bula Unam Sanctam de 1302. Las ideas proclamadas por el Papa llevaron a un agudo conflicto con el rey Felipe IV de Francia, cuyo comportamiento había socavado la demanda del Papa a una posición dominante en Europa. Felipe desató una campaña de propaganda contra Bonifacio, acusándolo de herejía, simonía, y varias transgresiones morales. El 7 de septiembre, secuestraron a Bonifacio en Anagni, lo que fue un duro golpe para el prestigio de la Santa Sede, además de ser una vergüenza para el Papa, ya que uno de los secuestradores, Sciarra, lo abofeteó y humillo públicamente. El rey de Francia pidió la abdicación del Papa, pero él se negó y excomulgó a los perpetradores del ataque. Después de tres días, el Papa fue puesto en libertad, y un mes después (11 de octubre) falleció.
Felipe IV contó con el apoyo de la poderosa familia romana de los Sciarra, que habían caído en conflicto con Bonifacio. Como resultado del conflicto los dos cardenales de la familia (Giacomo y Pietro Colonna) fueron excomulgados y excluidos del Colegio cardenalicio. 
Entre los aspectos positivos del pontificado de Bonifacio VIII, incluye la celebración por primera vez del año jubilar de 1300, la publicación del derecho canónico Liber Sextus, y su apoyo a la coronación del rey Premislao II de Polonia.

## Colegio de Cardenales
El Colegio cardenalicio en octubre de 1303 tenía una distribución de 18 cardenales, incluyendo 15 italianos, 2 franceses y 1 español.
- Giovanni Boccamazza, decano del Colegio Cardenalicio.
- Teodorico Ranieri, vicedecano del Colegio Cardenalicio.
- Niccolò Boccasini, O.P., electo Benedicto XI
- Leonardo Patrasso
- Pedro Hispano
- Giovanni Minio, O.F.M.
- Jean Le Moine
- Robert de Pontigny, camarlengo del Colegio Cardenalicio.
- Gentile Partino, O.F.M.
- Matteo Orsini Rosso
- Napoleone Orsini Frangipani
- Landolfo Brancaccio
- Guglielmo de Longhi
- Francesco Napoleone Orsini
- Giacomo Caetani Stefaneschi
- Francesco Caetani
- Riccardo Petroni
- Luca Fieschi

11 de los electores habían sido nombrados por Bonifacio VIII (1294-1303), 4 por  Celestino V (1294), y 1 por Nicolás IV (1288-1292), Honorio IV (1285-1287), y Urbano IV (1261-1264).
Debido a la excomunión que se les hace en 1297, los cardenales Colonna son excluidos de la participación en el cónclave, ya que no fueron considerados como miembros legítimos del Colegio cardenalicio.

## El curso del cónclave

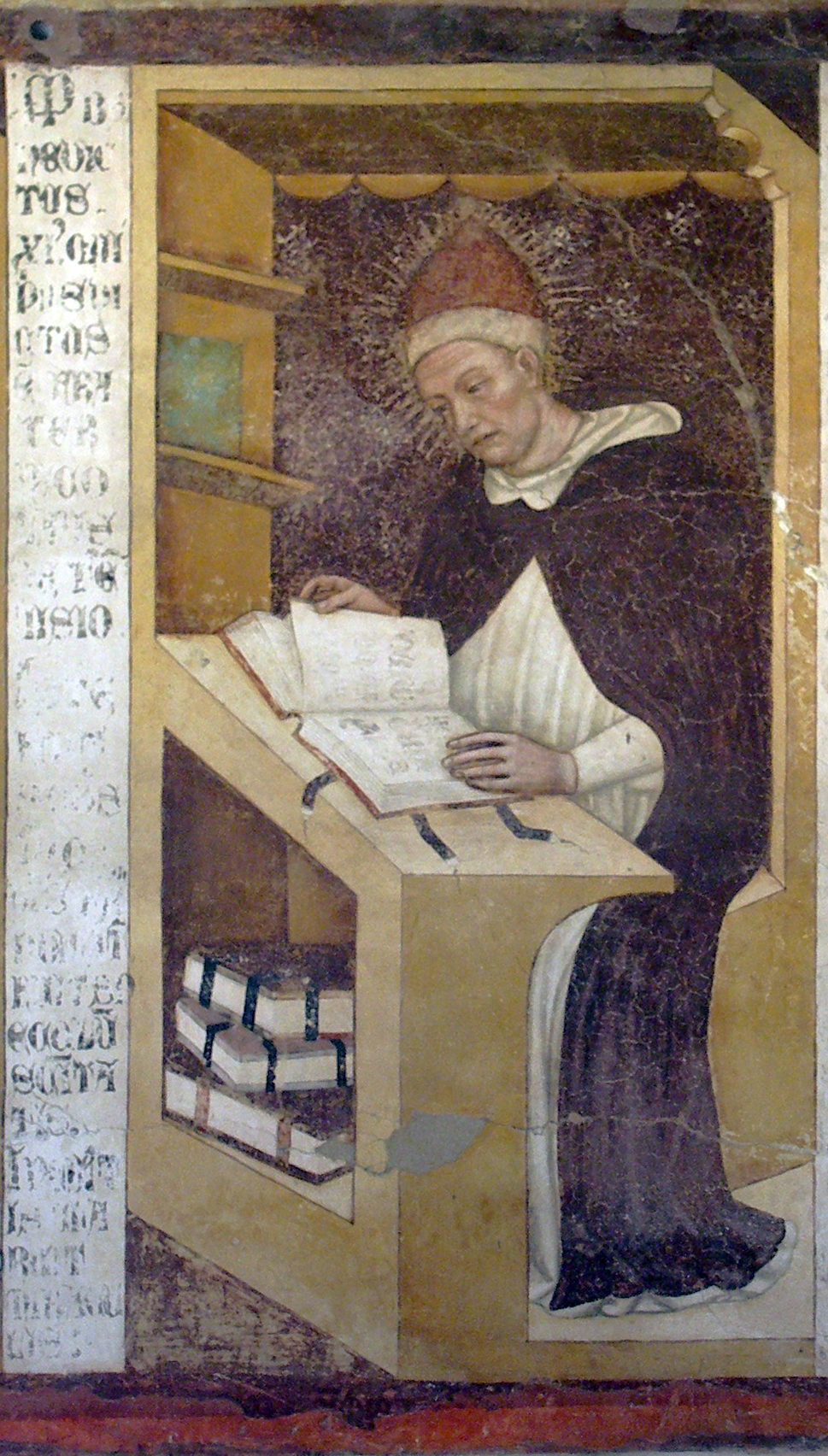
Retrato de Benedicto XI.

El cónclave se inició el 21 de octubre de 1303. Los cardenales se dividieron en partidarios de la política dura e inflexible contra Francia de Bonifacio VIII y los pro-franceses, que culpaban al Papa fallecido de causar un conflicto innecesario con el rey. A pesar de estas divisiones, se alcanzó un acuerdo muy rápidamente. Ya al segundo día de deliberaciones, el 22 de octubre, se eligió por unanimidad al dominicano Nicola Boccasini, el cardenal obispo de Ostia. A pesar de que era un colega leal y defensor de Bonifacio VIII (entre otros, se opuso abiertamente al secuestro en Anagni y acompañó a Bonifacio durante el encarcelamiento), también tenía la reputación de poseer un temperamento débil y de ser conciliador, lo que lo convirtió en un candidato ideal para un compromiso. Cinco días más tarde la ceremonia de coronación se celebró en San Pedro del Vaticano.
El nuevo papa, a pesar de la buena voluntad manifiesta (entre otras cosas, eliminando la excomunión de Felipe IV, y los cardenales Colonna), no podría llegar a una solución del conflicto, que finalmente puso fin a las aspiraciones de la Santa Sede para ejercer la soberanía sobre los reyes de católicos de Occidente.